# Homaloptera stephensoni
Homaloptera stephensoni es una especie de peces de la familia Balitoridae en el orden de los Cypriniformes.

## Morfología
• Los machos pueden llegar alcanzar los 6,5 cm de longitud total.

## Distribución geográfica
Se encuentra en Borneo.

## Hábitat
Es un pez de agua dulce.